# Tacurong
Tacurong 	(en cebuano Dakbayan sa Tacurong; en kapankangan Tacurong Lakanbalen; en tagalo Lungsod ng Tacurong) es una ciudad (component) y  municipio filipino de cuarta categoría, situado al sur de la isla de Mindanao. Forma parte de  la provincia de Sultán Kudarat situada en la Región Administrativa de Soccsksargen también denominada Región XII. Para las elecciones está encuadrado en el Primer Distrito Electoral de esta provincia.

## Geografía

### Barrios
El municipio  de Tacurong se divide, a los efectos administrativos, en 20 barangayes o barrios, conforme a la siguiente relación:
| - Baras - Buenaflor - Calean - Carmen - Don Ledesma | - Gansing - Kalandagan - Lancheta - Katungal Bajo - Nueva Isabela | - Nuevo Lagao - Nuevo Passi - Población - Rajah Nuda - San Antonio | - San Emmanuel - San Pablo - San Rafael - Tina - Katungal Bajo |  |

## Historia
El lugar se llamaba originalmente Pamansang por el arroyo que fluye de sur a norte.
Este nombre  fue cambiado por el de Talakudong, que en idioma maguindanao se refiere a una prenda utilizada para cubrirse la cabeza, y fue usado por los primeros colonos.
Con el tiempo el nombre fue acortado  cambiado a Tacurong. 

### Influencia española
Este territorio formaba parte de la Capitanía General de Filipinas (1520-1898).
Hacia 1696 el capitán Rodríguez de Figueroa obtiene del gobierno español el derecho exclusivo de colonizar Mindanao.
El 1 de febrero de este año parte de Iloilo alcanzando la desembocadura del Río Grande de Mindanao, en lo que hoy se conoce como la ciudad de Cotabato.

El lugar que más tarde se convirtió en la ciudad de Tacurong antes fue uno de los barrios del municipio de Buluan en la provincia de Cotabato.

### Ocupación estadounidense
En la década de 1940, por ubicación estratégica,  se convirtió base  de los misioneros oblatos.

### Independencia
El 3 de agosto de 1951 el barrio de Tacurong se independiza del municipio de Buluan. La mayoría de colonos hablan el Idioma hiligainón al ser provenientes de la provincia de Iloilo.